# Belo Sur Tsiribihina Airport
Belo Sur Tsiribihina Airport är en flygplats i Madagaskar.   Den ligger i regionen Menabe, i den centrala delen av landet, 300 km väster om huvudstaden Antananarivo. Belo Sur Tsiribihina Airport ligger 41 meter över havet.
Terrängen runt Belo Sur Tsiribihina Airport är huvudsakligen platt. Belo Sur Tsiribihina Airport ligger uppe på en höjd. Runt Belo Sur Tsiribihina Airport är det mycket glesbefolkat, med 2 invånare per kvadratkilometer. Närmaste större samhälle är Belo sur Tsiribihina, 1,3 km söder om Belo Sur Tsiribihina Airport. Omgivningarna runt Belo Sur Tsiribihina Airport är huvudsakligen savann.